# Zwartstaarthaas
De zwartstaarthaas of zwartstaartezelhaas (Lepus californicus) is een hazensoort uit het zuidwesten van de Verenigde Staten en Noord-Mexico. Het is de meest algemene soort ezelhaas.

## Beschrijving
De zwartstaarthaas heeft zeer grote oren (9,9 tot 15 centimeter lang), vergelijkbaar met die van een ezel (vandaar de naam). De oren zijn bruin met zwarte uiteinden. De achterpoten zijn vrij groot. De vacht van de ezelhaas is gelig grijs tot zandkleurig van kleur. De onderzijde is wit van kleur. De staart is aan de bovenzijde zwart, wat zich uitstrekt tot over de onderrug. De onderzijde van de staart is wit.
De zwartstaarthaas wordt 46,5 tot 63 centimeter lang en 1,8 tot 3,6 kilogram zwaar. De staart is 5 tot 11,2 centimeter lang.

## Verspreiding en leefgebied
De zwartstaarthaas of in het Engels black-tailed jackrabbit leeft in prairies en woestijnen, weilanden en akkers, het liefst in gebieden met kort gras, maar ze komen ook voor in gebieden waar het gras tot zestig centimeter hoog komt.
De zwartstaarthaas komt voor van Zuid-Washington tot Californië, Neder-Californië en Noord-Mexico in het zuiden en Nebraska, West-Missouri en Texas in het oosten. De zwartstaarthaas is ingevoerd in New Jersey en Kentucky. In zijn natuurlijke leefgebied kunnen de zomers vrij heet zijn. De dieren verliezen warmte via de grote, dunbehaarde oren.

## Gedrag
Om de hitte te ontwijken schuilen ze overdag in een leger of in het struikgewas. Bij hoge temperaturen graaft hij zelfs een hol, vrij zeldzaam voor een haas. In de namiddag worden de dieren pas actief. Hij leeft van verscheidene planten, waaronder kruiden als klaver, rupsklaver en grassen. 's Winters voedt hij zich met houtige en droge plantendelen als twijgen. Ze voeden zich soms tijdelijk in los groepsverband, maar meestal leeft het dier alleen.
De belangrijkste vijanden zijn coyote, rode lynx, vossen, roofvogels, uilen en slangen. Als de haas zich bedreigd voelt, houdt hij zich stil. Met de grote oren kan hij eventuele vijanden horen aankomen. Soms springt hij uit het struikgewas op om eventuele roofdieren aan te zien komen. De zwartstaarthaas kan maximaal 50 tot 56 kilometer per uur halen en sprongen van zeven meter maken. Bij een normale sprint is iedere vierde of vijfde sprong vrij hoog, waardoor hij zijn omgeving in de gaten kan blijven houden. Ook kunnen ze goed zwemmen.
Als hij wordt aangevallen, rent de haas weg in de snelste snelheid. De hoge sprong ontbreekt bij deze sprinten. Wel seint hij naar andere hazen met de witte onderzijde van de staart. Na een korte sprint te hebben getrokken, stopt hij om te kijken of het roofdier hem nog achtervolgt. Hij kan dan met zijn achterpoten stampen, om zo andere hazen te waarschuwen.
Een wijfje kan één tot vier worpen per jaar krijgen, en het dier plant zich het gehele jaar door voort. Als vrouwtjes paarbereid zijn, maken de dieren sprongen en achtervolgen ze elkaar. Na een draagtijd van 41 tot 47 dagen worden één tot acht jongen geboren (gemiddeld twee tot vier). De jongen worden behaard en met de ogen open geboren in een vrij diepe leger, die bedekt is met haar uit de borst van het moederdier. De moeder laat de jongen overdag alleen, om geen aandacht te trekken op de leger. 's Nachts bezoekt ze de jongen meerdere malen om ze te laten zogen. Binnen een maand kunnen de jongen voor zichzelf zorgen.